# سن-پامفیل، کبک
سن-پامفیل (به فرانسوی: Saint-Pamphile) شهرکی در منطقه شهری لیزله ناحیه شودییر-آپالاش در استان کبک کانادا است. در سرشماری سال ۲۰۱۱ این شهرک ۲٬۷۷۴ نفر جمعیت داشته‌است و مساحت آن ۱۳۶٫۸ کیلومتر مربع است.